# Micronecta haliploides
Micronecta haliploides (лат.) — вид мелких водяных клопов рода Micronecta из семейства Гребляки (Corixidae, Micronectinae, или Micronectidae). Юго-Восточная Азия (от Индии и Шри-Ланки до Индонезии), в т.ч. Вьетнам.

## Описание
Мелкие водяные клопы, длина от 2,4 до 3,3 мм. Протонум немного короче медианной длины головы. Дорзум сероватый. Переднеспинка с поперечной коричневой полосой, иногда прерывающейся посередине. Гемелитрон с многочисленными темно-коричневыми пятнами; эмболиум с тремя темными пятнами. Передняя голень самцов с двумя шипами вентродистально. Включён в подрод Micronecta (Pardanecta Wróblewski, 1962). Это монотипический подрод. Его типовой вид, Micronecta punctata (Fieber, 1844), оказался младшим омонимом Sigara punctata Illiger, 1807. Таким образом, валидным названием вида стало Micronecta haliploides Horváth, 1904. Вид был впервые описан в 1904 году, а его валидный статус подтверждён в ходе ревизии, проведённой в 2021 году вьетнамскими энтомологами Tuyet Ngan Ha и Anh Duc Tran (Faculty of Biology, VNU University of Science, Vietnam National University, Ханой, Вьетнам) по материалам из Вьетнама.